# Josef Tölk
Josef Tölk (* 26. Februar 1861 in Altenmarkt an der Triesting, Niederösterreich; † 19. März 1927 in Semmering, Niederösterreich) war ein österreichischer Architekt.

## Leben
Der Vater Anton Tölk (1834–1909) stammte aus Böhmen (Bezirk Politz), die aus dem ungarischen Neusiedl am See gebürtige Mutter Katharina (Eheschließung 1858) war eine geborene Depauly (1835–1903). Anton Tölk und sein Bruder Wenzel (1842–1896) dürften sich zunächst im Triestingtal (Kaumberg) niedergelassen haben, wo Wenzel zu einem Mühl- und Sägewerksbesitzer aufstieg. Anton siedelte sich später im niederösterreichischen Weikersdorf an (seit 1912 ein Ortsteil von Baden), wo er beruflich als Zimmermeister und Holzhändler wirkte (Elisabethstraße 27) und über viele Jahre Positionen im Gemeinderat der Stadt Baden einnahm.
Josef Tölk besuchte nach der Baugewerbeschule von 1880 bis 1883 die Akademie der bildenden Künste Wien bei Theophil von Hansen. Daran anschließend war er bis etwa 1890 im Büro Fellner & Helmer tätig. Dort lernte er den jüngeren Franz von Krauß kennen, mit dem gemeinsam er ab Mitte der 1890er Jahre eine Bürogemeinschaft einging, die bis ans Lebensende Tölks 1927 hielt. Dieses Atelier Krauß Tölk war eines der erfolgreichsten Architekturbüros Wiens zu Anfang des 20. Jahrhunderts. Zu dessen Auftraggebern gehörten einflussreichste Familien, wie Rothschild, Schoeller u. a. zählten.
Josef Tölk, zeitlebens unverheiratet, lebte zuletzt in der familieneigenen Pension Sonnhof in Semmering Nr. 88, wo er in den Nachmittagsstunden des 19. März 1927 starb (Todesursache laut Beschauzettel: Herzlähmung infolge einer Lungenentzündung). Sein Leichnam wurde am 23. März 1927 auf dem Stadtpfarrfriedhof Baden zur letzten Ruhe bestattet.

## Werk

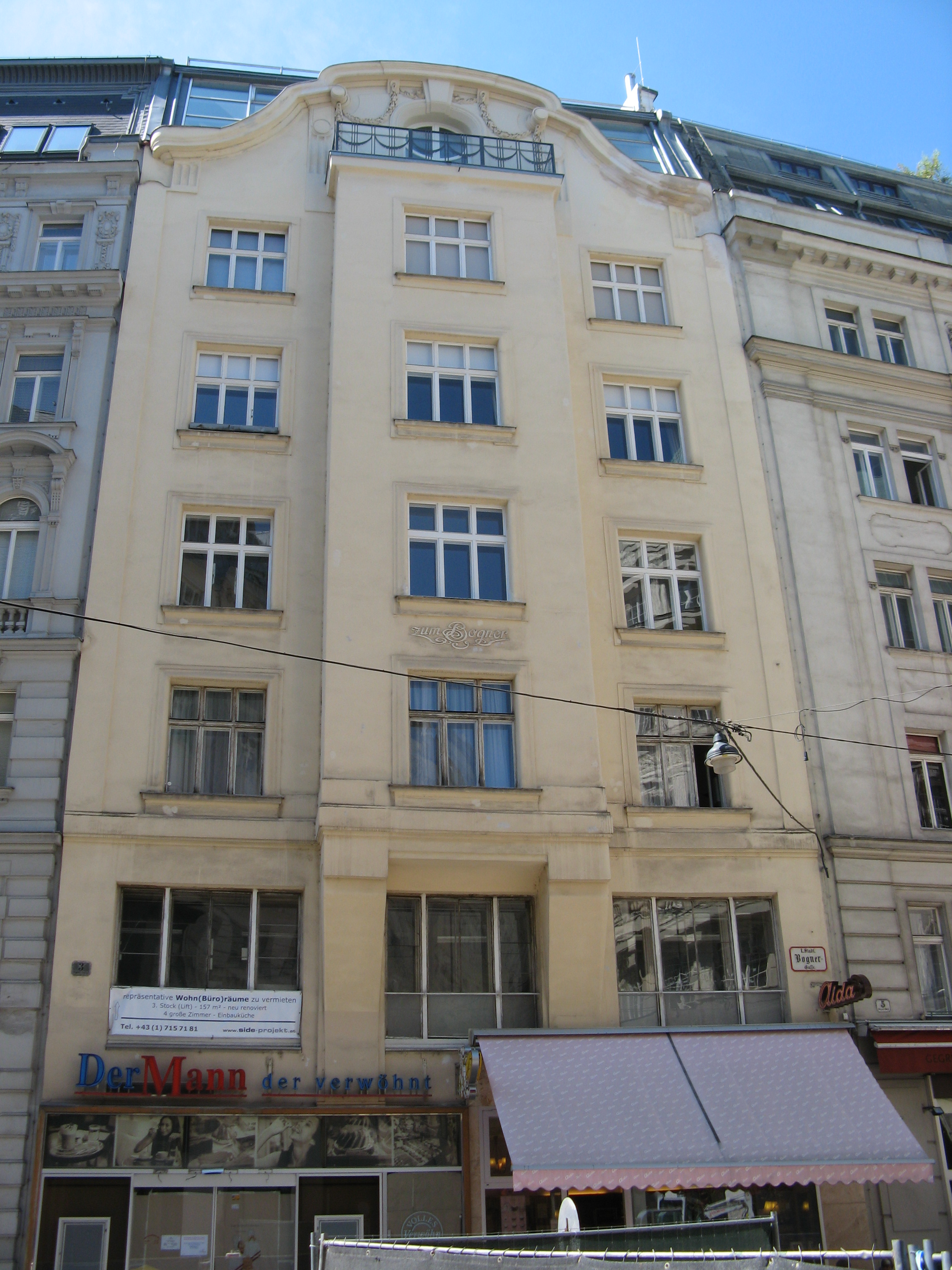
Zum Bogner, Bognergasse 3, Wien 1 (1901–1903)

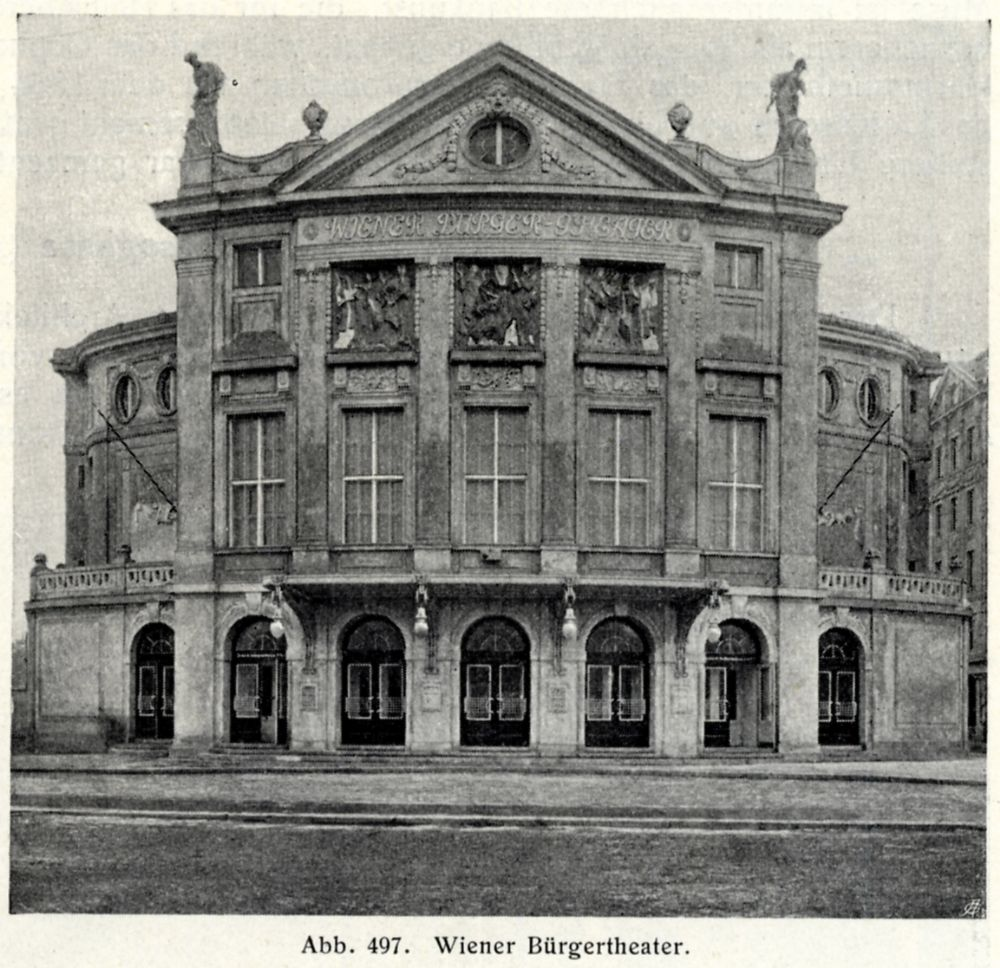
Wiener Bürgertheater, Wien 3 (1905)

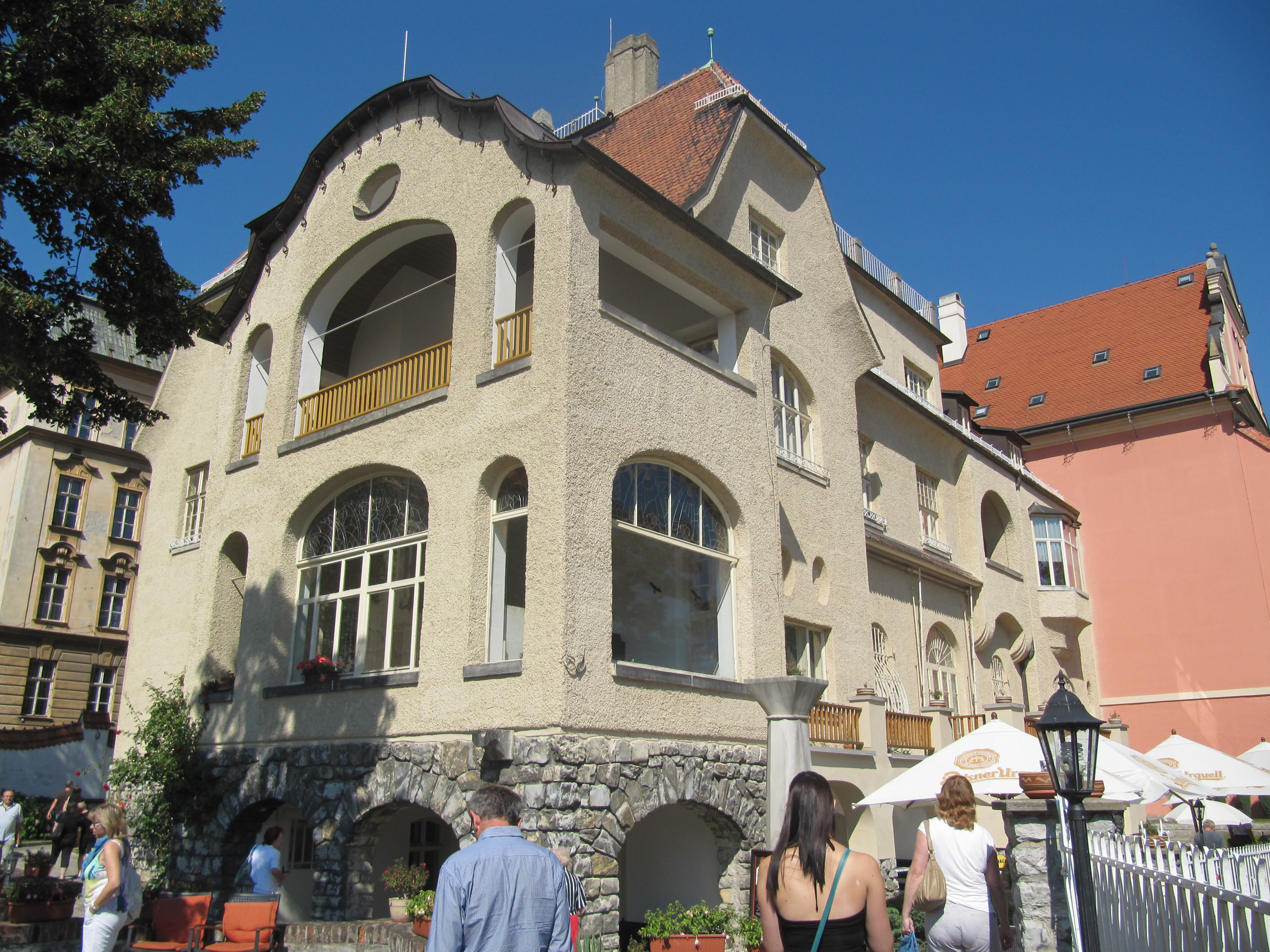
Villa Primavesi, Olmütz (1905–1906)

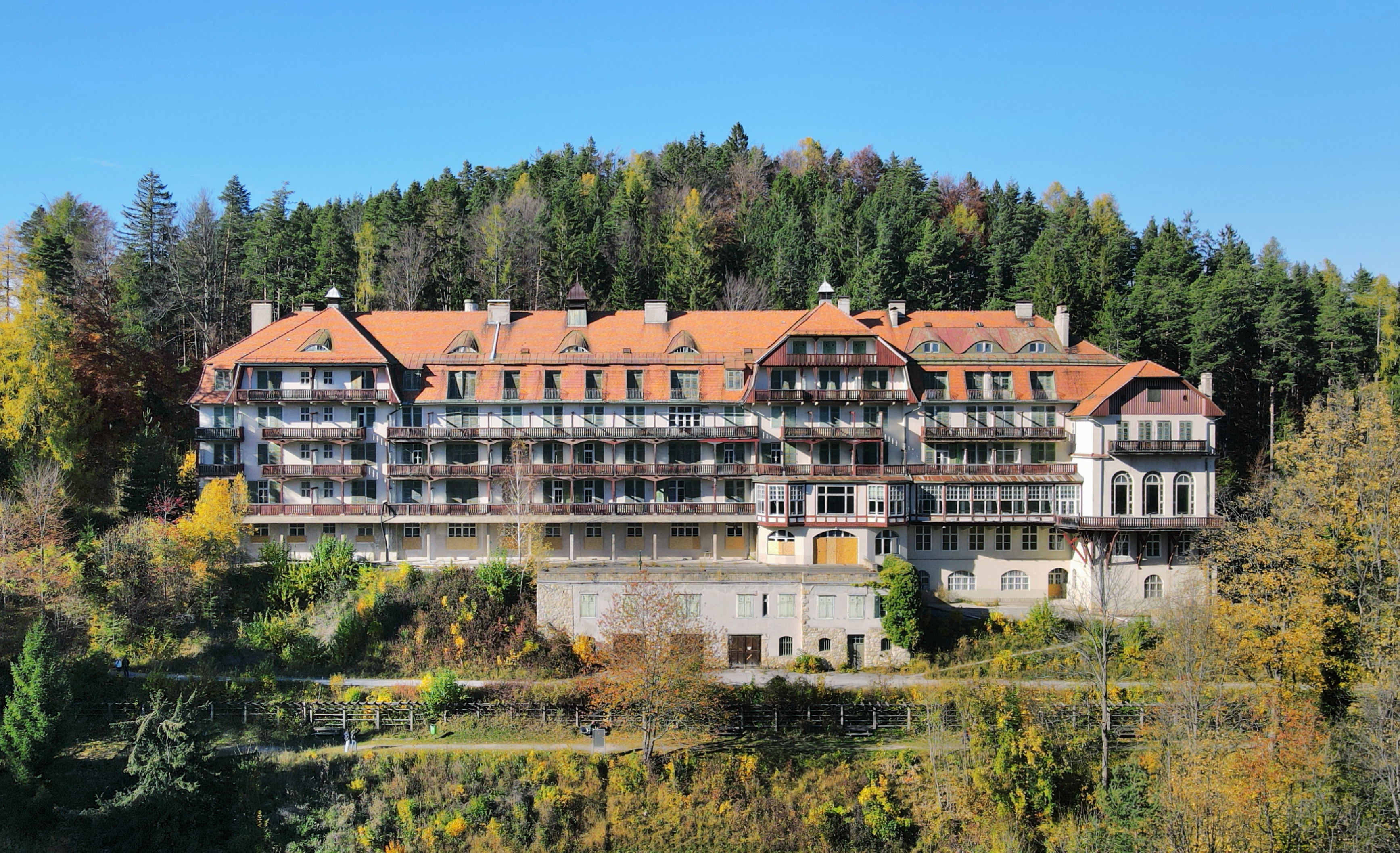
Kurhaus Semmering (1907–1909)

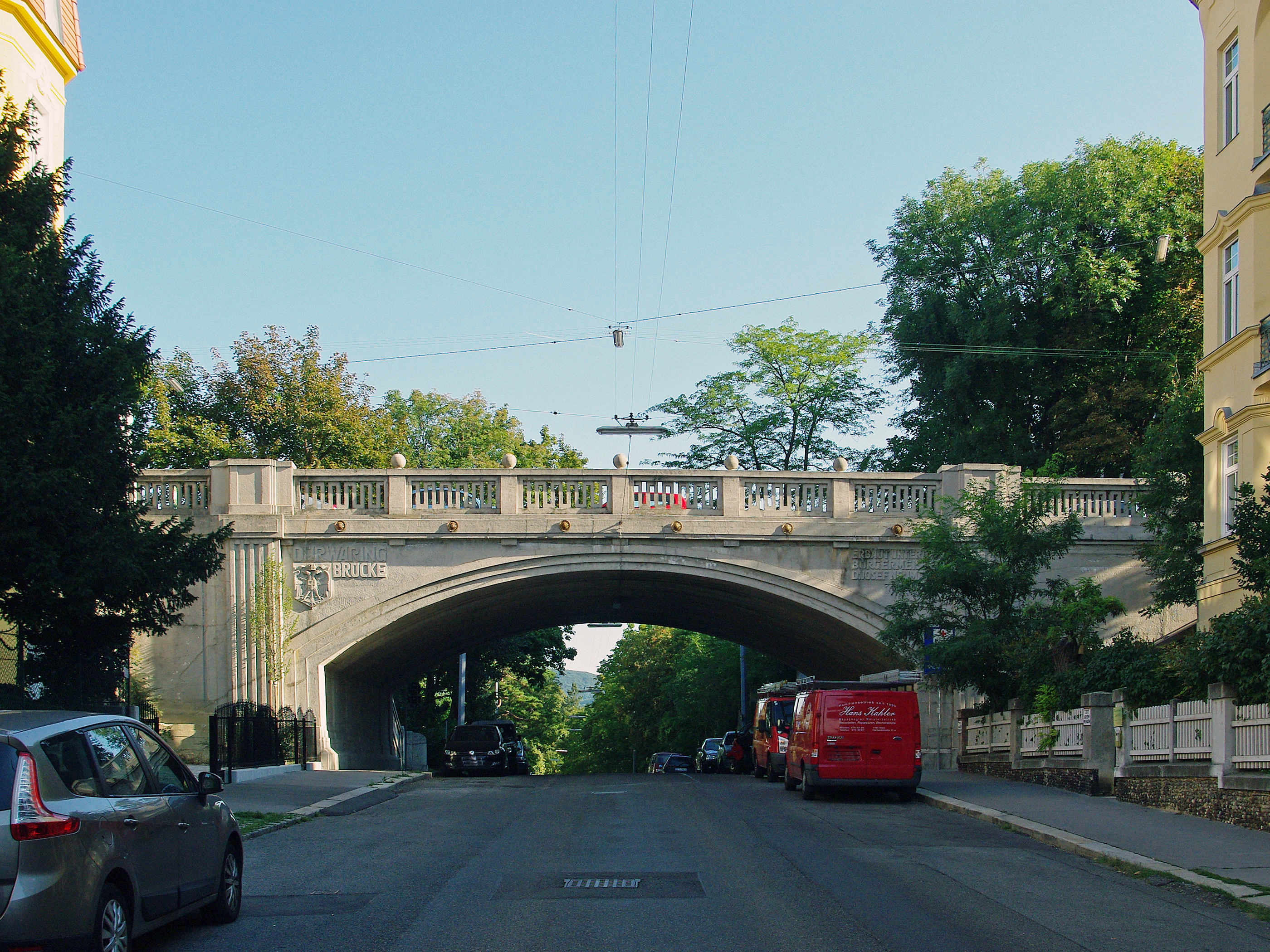
Dürwaringbrücke, Wien 18 (1910)

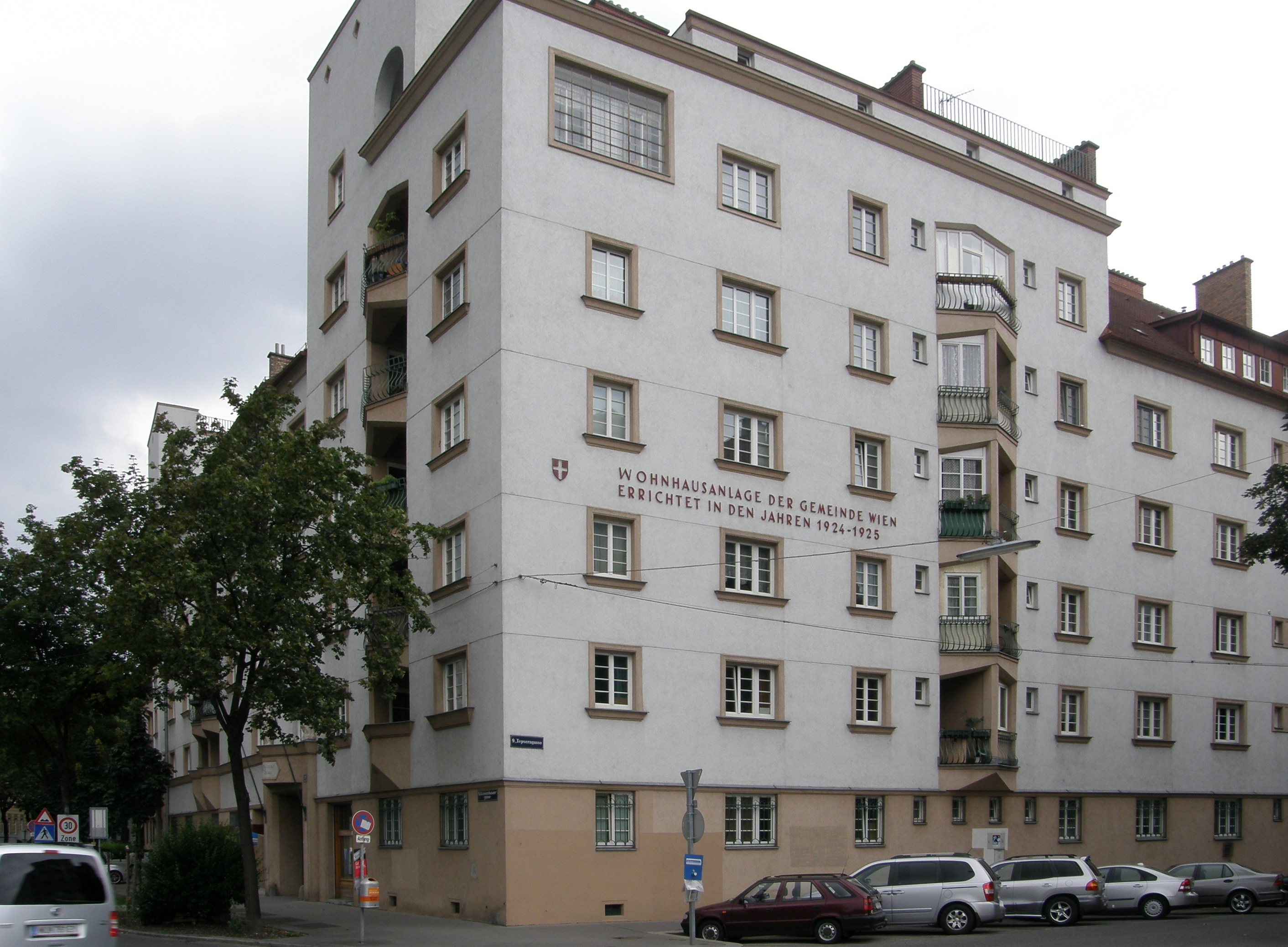
Sigmund-Freud-Hof, Wien 9 (1924)

Die Architekten Krauß und Tölk bevorzugten einen späthistoristischen neobarocken Stil, in den sie später auch dekorative Elemente des Jugendstils einfließen ließen. Da sie aber nur secessionistische Gestaltungselemente übernahmen, ohne die prinzipiellen Intentionen der Moderne zu teilen, wurden sie von Otto Wagner kritisiert, der ihnen vorhielt, Proponenten einer falschen Moderne zu sein. Trotzdem waren Krauß und Tölk bei den Auftraggebern sehr beliebt, deren Repräsentationsbedürfnis sie sehr gut befriedigten. Außerdem war die Bandbreite ihres Schaffens sehr groß; es umfasste neben Wohnbauten und Villen auch Geschäftslokale, Cafés, Theater, Fabriken, Brücken und Krankenhäuser. Wie bei den meisten Architekten jener Zeit, endeten auch bei Krauß und Tölk die erfolgreichen Jahre mit dem Ersten Weltkrieg, da danach die Konjunktur und Auftragslage stark zurückgingen. Wer was innerhalb des Architekturbüros machte, lässt sich schwer sagen. Es wird angenommen, dass Krauß eher für die formale Seite, Tölk hingegen für die technische Seite ihrer Bauten verantwortlich war.
- Tanzsaal Hotel „Stadt Wien“, Baden, Niederösterreich (1896)
- Miethaus, Sechskrügelgasse 12, Wien 3 (1897)
- Miethaus, Neuer Markt 3, Wien 1 (1898)
- Geschäftslokal der Firma Zacherl, Bauernmarkt, Wien 1 (um 1898), nicht erhalten
- Bürgerspitalfondshaus (Hotel Meissl u. Schaden), Kärntner Straße 24, Wien 1 (1898–1899) (1. Preis)
- Franzensbrücke, Wien 3 (1899)
- Wohnhaus, Weikersdorf bei Baden, (1899)
- Villa Richter, Raspenau, Böhmen (1899)
- Café Lebmann, Wien (1900)
- Mälzerei der Wiener Brauhausgenossenschaft, Hähergasse 12, Rannersdorf, Niederösterreich (1901) mit Wilhelm Hemsky
- Wohn- und Geschäftshaus „Zum Bogner“, Bognergasse 3, Wien 1 (1901–1903)
- Villa Wichterle, Prossnitz, Mähren (1902)
- Villa Weiss, Gräfenberg bei Freiwaldau, Österreichisch-Schlesien (1901–1903)
- Städtische Heilanstalt, Kurpark, Baden (1902–1903) 1. Preis, abgerissen
- Fischverkaufshalle der Firma Nordsee, Naschmarkt, Wien 4 (1903)
- Milchverteilungspavillon für Säuglinge (Fürsorgestelle), Zimmermannsplatz, Wien 9 (1903) nicht erhalten
- Miethaus, Salzgries 25, Wien 1 (1904)
- Totalisatorgebäude, Trabrennplatz, Baden (1904)
- Miethaus „Wiener-Bürger-Hof“, Landstraßer Hauptstraße 1, Wien 3 (1905–1906)
- Miethaus, Hollgasse 3–5, Wien 5 (1905)
- Werkstättentrakt, Hollgasse 3–5, Wien 5 (1905)
- Wiener Bürgertheater, Vordere Zollamtstraße 13, Wien 3 (1905) abgerissen
- Miethaus, Theresianumgasse 5, Wien 4 (1906)
- Grabmal Familie Tölk, Friedhof Baden (1906)
- Villa Dr. Frank, Wien-Grinzing (um 1905)
- Villa Hemsley-Johnson, Sterzing, Südtirol (1906)
- Villa Primavesi, Olmütz, Mähren (1905–1906)
- Wohnhaus Perl, Slovanska ul. 9, Neutitschein, Mähren (1906–1907)
- Fischverkaufshalle, Wien 12 (1907)
- Fabriksgebäude Pospischil, Wien (1907)
- Wohnhaus, Concodiaplatz 4, Wien 1 (1907), nicht erhalten
- Hotel-Sanatorium, Kurhaus, Semmering 88, Niederösterreich (1907–1909)
- Wohnhaus Pospischil, Margaretengürtel, Wien 5 (1909)
- Bootshaus Dr. Faber am Attersee, Oberösterreich (1909)
- Jagdausstellung Wien (1909)
- Villa Hahn, Mozartstraße 4, Baden (1910) (Umbau)
- Residenzbühne (jetzt Kammerspiele), Fleischmarkt 1, Wien 1 (1910)
- Dürwaringbrücke, Bastiengasse 38–40, Wien 18 (1910)
- Hotel Riviera, Parenzo (Istrien), (1910)
- Wohnhaus Oppolzer, Alser Straße 25, Wien 8 (1910–1911)
- Neurologisches Krankenhaus Rosenhügel (Stiftung Rothschild), Riedelgasse 5, Wien 13 (1910–1912) zwei Krankenpavillons und das Kurmittelhaus
- Umbau Palais Schoeller, Johannesgasse 79, Wien 1 (1911–1912)
- Villa Stübner, Türnitz, Niederösterreich (1911–1912)
- Miethaus Gallia, Wohllebengasse 4, Wien 4 (1912)
- Landhaus Weisz, Hinterbrühl, Niederösterreich (1912)
- Villa Exzellenz von Hawarda, Preinrotte 411, Prein an der Rax, Niederösterreich (1912–1913)
- Miethaus „Moritz Retzer-Hof“, Mariahilfer Straße 38–40, Wien 6 (1912–1913)
- Neurologisches Krankenhaus Maria-Theresien-Schlössl (Stiftung Rothschild), Pyrkergasse 27 / Hofzeile, Wien 19 (1912)
- Villa Overhoff, Nedergasse 5–7, Wien 19 (1913)
- Kurhaus und Pension Sonnhof, Semmering (1913)
- Priesterseminar Frintaneum, Habsburgergasse 7, Wien 1 (1913–1914)
- Villa, Grinzinger Straße 58–62, Wien 19 (1917)
- Wohnhausanlage der Gemeinde Wien „Sigmund-Freud-Hof“, Gussenbauergasse 5–7, Wien 9 (1924)
- Wohnhausanlage der Gemeinde Wien Sandleitenhof, Sandleitengasse 43–51 / Rosenackergasse 7–9, Wien 16 (1924–1927) (ein Bauabschnitt)
- Villa Friedmann, Blaasstraße 12, Wien 19 (1925–1926)

zahlreiche Villen auf dem Gebiet der Donaumonarchie